# 红纵纹琢花鸟
红纵纹琢花鸟（学名：Dicaeum haematostictum），是啄花鸟科啄花鸟属的一种，为菲律宾的特有种。全球活动范围约为24,100平方千米。该物种的保护状况被评为易危。
红纵纹琢花鸟的栖息地包括种植园、亚热带或热带的湿润低地林、乡村花园、亚热带或热带的湿润山地林和耕地。